# Aeroportul Bluefields
Aeroportul Bluefields (IATA: BEF, ICAO: MNBL) este un aeroport din Bluefields, Regiunea Autonomă a Atlanticului de Sud, Nicaragua. Aeroportul a fost tranzitat în 2015 de 63.200 de pasageri.
Situat la o altitudine de 12 m, aeroportul dispune de 1 pistă.

## Infrastructură

### Piste
Aeroportul dispune de o singură pistă. Pista 05/23 are suprafața de asfalt. 